# Светојованска црква у Новом Саду
Храм светог Јована Претече тј. Светојованска црква у Новом Саду је православни храм који је био посвећен светом Јовану Претечи. Налазила се у истоименом Јованском крају, између улица Војводе Бојовића (некада Пирошка-Pirosch) и Краљевића Марка (некада Пеићева-Peisc). Године 1921. Градски савет града Новог Сада и Новосадска црквена општина су се сагласили да се црква сруши, а простор Јовановске порте искористи у сврху измене регулационог плана тог дела града.
Храмовна слава је била Рођење светог Јована Претече - Ивањдан, која се славила 24. јуна / 7. јула.

## Изглед цркве
Црква је грађена у барокном стилу, била је дуга петнаест, широка пет метара, а у унутрашњости је висина износила шест метара. Зидови су били дебели скоро један метар. Светлост је добијала кроз девет прозора, од којих су три била у олтару, а по три са јужне и северне стране. Под је био поплочан мермерним плочама, а степенице које деле поједине делове цркве биле су од обичног тесаног камена. Иконостас је био скроман и једноставан, са два реда икона, осим престолних и оних око распећа на иконостасу. Иконе нису истовремено рађене, очигледно је да су их радила четворица сликара, двојица аутора су непознати, док се за преосталу двојицу поуздано зна да су били Сегединац и Димитрије Аврамовић (сахрањен на Светојованском гробљу). Певнице и богородични трон истог су стила као и иконостас. Остали црквени намештај је једноставан и направљен од јеловог дрвета. Звоник је био дрвен, обложен лимом, а на врху је био лепо искован гвоздени крст. Исти такав крст, само нешто мањи, налазио се и на крову над олтаром.
У архиву магистрата постоји нерегистровани опис православних новосадских цркава урађен по наређењу епископа бачког Мојсеја Путника, претпоставља се да датира из 1775. године, када је епископ Путник напуштао Нови Сад, одлазећи у темишварску епархију. Светојованска црква се у том попису назива петом и носи назив Јовановска, наводи се да је изграђена од доброг материјала, од цигле и креча. Црква је имала дрвени звоник у којем је било звоно од центе и 11 фунти, а да се у порти која је ограђена даскама, налази келија са једним столом, четири столице и великим сандуком. 

## Историја

### 18. и 19. век

#### Изградња цркве
На основу оскудних историјских извора, тешко је утврдити када је на овом месту сазидана прва гробљанска капела. По неким подацима, овде је постојала најстарија црква у Петроварадинском Шанцу, грађена око 1700 године.
Средином 18. века, Нови Сад насељавају повртари – бостанџије, када настаје Јовановски крај. Новосадски магистрат је 1749. године донео одлуку којом се забрањивало сахрањивање у портама градских цркава. Тако је на тадашњој ненасељеној периферији града, тзв. трећем фртаљу, формирано Светојованско православно гробље. Оно се налазило у околини Светојованске цркве. Цркву су својим трудом и прилозима више пута обнављали и изнова градили Срби Новосађани, а најчешће они који су на светојованском гробљу имали своје породичне гробове. О томе сведоче записи из архива новосадског магистрата.

#### Живот цркве

##### Религијски
Иако није била парохијска црква, у цркви Светог Јована Претече су се, поред тога што је обављала примарну функцију гробљанске капеле, вршила и богослужења.
Новосадске бостанџије су били веома везани за цркву, ревносно су похађали службе и радо завештавали цркви, а многи су од њих знали осмогласно пјеније. Имали су од почетка честите народне свештенике и учитеље, који су одржавали са сваком кућом тесне везе. Записом магистрата из 1785. године забележена су имена свештеника и датум када су започели своју службу у Јовановској капели, то су били Симеон Михајловић од 9. 08.1757. године и Матеј Димитријевић од 18. 10. 1775. године.Светојованска црква 1921. Нови Сад.jpg
О историјату цркве  постоје подаци да је наредбом Намесничког већа, од  децембра 1785. наређено је да се Јовановска црква, затвори: „ јер се у њој нити проповеда нити катихизира, према томе више стоји на путу просвећивања народа“. Марта 1786. спровео је магистрат молбу народа који станује у близини, да би се поново отворила богослужењу, препоручујући је и сам, тврдећи да би се ти становници до других цркава имали пола сата да пешаче. Молба није успела, али је фебруара 1787. Намесничко веће дозволило да се у овој капели недељом и празником служи, са додатком да се тиме не сме умножити број свештеника с функцијама. „Тако је Јовановска капела истовремено затворена и изнова пропојала.“ 
У бомбардовању 1849. године срушена је Јовановска црква, као и већи део Новог Сада, обновљена је прилозима верника који су, поред значајне суме новца, даривали и велики број икона и предмета.
Уредбом из 1868. године тзв. Царским рескриптом, намењеној Карловачкој митрополији од стране Аустроугарске монархије, било је наређено: спровођење редукције парохијског свештенства, ново уређење школског система и забрана сахрањивања на гробљима унутар града.  
Након тога, богослужења у Светојованској цркви су обављана само уочи црквене славе Ивањдана, док се наредба о престанку сахрањивања почела примењивати тек шест година касније, од 1874. године. На гробљу поред Јованске цркве, током 18. и 19. века, сахрањен је значајан број познатих Срба који су живели у Новом Саду: Јован Обреновић, брат кнеза Милоша, Јован Хаџић, оснивач Матице српске, сликар Димитрије Аврамовић, уредник првих српских новина Павле Стаматовић, песник Захарије Орфелин, гроф Павле Бранковић од Подгорице, Арон Загорица, архимандрит Геврасије Петровић и многи други. 

##### Образовни
У оквиру Јовановске порте године 1809. основана је и филијала Српске народне школе, она је подигнута од прилога верника тога краја. Први учитељи су били ђакони цркве, тако је од 1834. до 1840. године учитељ био ђакон Јован Марковић, а школске 1842/43. године ђакон Јован Поповић, забележено је да је тада школа имала укупно 41 ђака. Новосађанин Георгије Павловић који је завршио богословију у Ср. Карловцима, а Учитељску школу у Сомбору био је учитељ од 1843. до 1860 године, када постаје парох и подноси оставку на учитељску дужност.
Новим уређењем школског система из 1868. године, ђакони цркве више нису могли бити учитељи, јер су у школама једино могли предавати световни учитељи.

##### Друштвени
Мало тога поузданијег о овој црквици се може рећи, али једно је сигурно, а то је да је била веома популарна, јер је цео крај око ње добио назив „Јовановски крај“. Готово два века за овај крај Новог Сада се везује топоним светог Јована Претече, што несумњиво говори о популарности и значају цркве за овај део града. Значај Јовановске цркве јесте у томе што је она постала социјално-интегративна тачка и носилац локалног идентитета. Порта Светојованске цркве је са својим садржајима била специфичан културно-религијски центар и главно место окупљања.

### 20. век
Још крајем 19. и почетком 20. века многи предмети из цркве, књиге и ствари, поклоњене су новооснованој Српској православној црквеној општини у Сантову (данашњој Мађарској ). Крајем Првог светског рата 1918. године црква је обијена и оскрнављена од логоша Мађара, ратних бегунаца, који су се у њој скривали. После тога више није била обнављана. 

На седници проширеног Савета града Новог Сада 27. априла 1921. године, уочи Васкрса, једногласно је донета одлука о регулисању и уступању грађевинског земљишта Јовановске порте ради проширења Јовановског трга и улице Краљевића Марка, као  и отварања нове улице. На тај начин ће, како је речено: „ Тај наш специфично српски крај доћи до лепог уређења.“ Православна општина је имала обавезу да пренесе грађевински материјал на Успенско гробље, а старе гробове из Јовановске порте требала је о свом трошку на неко друго православно гробље да пренесе. Одлука о рушењу цркве је експедитивно спроведена. Преостали инвентар изнет је из храма 10. маја, да би 12. маја, почело рушење овог православног храма.  Црква је по налогу проте Вељка Миросављевића, фотографисана непосредно пред њено рушење, али како он није био задовољан фотографијом, издао је налог свом парохијану инж. Душану Тошићу да изради архитектонске скице спољашности у унутрашњости Светојованске цркве.Такође је, желећи да битисање ове цркве не падне у заборав, написао књигу „ Св. Јованска црквица“, и забележио како је написао „оно што се о њој зна и што се могло сазнати“. 
Капела на Успенском гробљу је, саграђена од делова порушене цркве Светог Јована Претече, 1927. године и из тог разлога је посвећена рођењу св. Јована Крститеља.   

### 21. век
Током 2015. године приликом реконструкције дела Улице војводе Бојовића, радници ЈКП “Пут” су наишли на преко три стотине гробова који су представљали део некадашњег Јовановског гробља.
Локалитет на ком је била порта и храм Светог Јована Претече, данас није препознатљив, нити је на било који начин обележен. 
Јадини носилац континуитета оригиналног архитектонског простора порте Светојовановске цркве јесте надгробни споменик, постављен на Успенском гробљу. Након рушења цркве и гробља, посмртни остаци су пренети у заједничку гробницу, чији је надгробни споменик, направљен од материјала са оригиналне локације. У дну споменика, који је скривен од јавности, написано је: "Покојници из Св. Јовановске порте пренесени овамо априла 1921. године." 